# HD 86081
Bibha eller HD 86081 är en ensam stjärna belägen i den mellersta delen av stjärnbilden Sextanten. Den har en skenbar magnitud av ca 8,73 och kräver ett mindre teleskop för att kunna observeras. Baserat på parallax enligt Gaia Data Release 2 på ca 9,6 mas, beräknas den befinna sig på ett avstånd på ca 340 ljusår (ca 104 parsek) från solen. Den rör sig bort från solen med en heliocentrisk radialhastighet på ca 31 km/s.

## Nomenklatur
HD 86081 fick på förslag av  av Ananyo Bhattacharya, en maskinteknikstudent vid Sardar Vallabhbhai National Institute of Technology Surat, namnet Bibha i NameExoWorlds-kampanjen som 2019 anordnades av International Astronomical Union. Namnet Bibha står för den indiska fysikern Bibha Chowdhuri.

## Egenskaper
HD 95370 är en gul till vit stjärna i huvudserien av spektralklass G1 V. Den har en massa som är ca 1,2 solmassor, en radie som är ca 1,5 solradier och har ca 3 gånger solens utstrålning av energi från dess fotosfär vid en effektiv temperatur av ca 6 000 K. Den är kromosfäriskt inaktivt, utan någon observerad emission i kärnan av Ca II H- och K- linjerna.

## Planetsystem
Övervakning av stjärnan avseende variationer i radiell hastighet började i november 2005 och den första följeslagaren upptäcktes i april 2006. Denna heta Jupiter kretsar bara 5 180 000 km från värdstjärnan och har en omloppsperiod på 2,1 dygn, en av de kortaste perioderna som upptäckts med denna teknik. Separeringen av denna exoplanet är tillräckligt låg för att den kan ha påskyndat stjärnans rotation genom tidvatteninteraktion. HD 86081 visar inga tecken på planetpassager trots en 17,6-procentig sannolikhet för transitering. Det finns en linjär trend i mätningar av stjärnans radiella hastighet, som kan tyda på ytterligare osynliga följeslagare.
| Planet | Massa           | Halv storaxel (AE) | Siderisk omloppstid (d) | Excentricitet   | Inklination | Radie |
| ------ | --------------- | ------------------ | ----------------------- | --------------- | ----------- | ----- |
| b      | ≥1,48 ± 0,23 MJ | 0,0346 ± 0,0027    | 2,1378431 ± 0,0000031   | 0,0119 ± 0,0047 | -           | -     |